# Jaime Pastrana
Jaime Antonio Pastrana Arango (Nueva York, 8 de febrero de 1956) es un médico cirujano, ginecólogo y obstetra, productor cinematográfico, periodista, empresario de medios de comunicación y educador estadounidense de ascendencia colombiana.
Pastrana fue decano de la Faculta de Medicina de la Universidad del Rosario, de donde egresó como médico, director del Hospital Universitario San Pablo de Cartagena, médico de fertilidad de la Clínica Marly de Bogotá, miembro de la junta directiva del Hospital Lorencita Villegas de Santos y actual miembro de la junta directiva de la EPS Coosalud.
Como periodista, fue gerente del periódico La Prensa, propiedad de su familia, entre 1989 a 1997, así como del noticiero TV Hoy y del periódico Ajá. También fue director de la programadora Datos y Mensajes, fundada en 1979 por su padre, el expresidente de Colombia Misael Pastrana, así como uno de los directivos de Sky, actualemente conocida como Direct TV Latin America.